# Bema (Lombardia)
Bema é uma comuna italiana da região da Lombardia, província de Sondrio, com cerca de 144 habitantes. Estende-se por uma área de 19 km², tendo uma densidade populacional de 7,6  hab./km². Faz fronteira com Albaredo per San Marco, Averara (BG), Cosio Valtellino, Gerola Alta, Morbegno, Pedesina, Rasura.

## Demografia
| Variação demográfica do município entre 1861 e 2011                               |
|                                                                                   |
| Fonte: Istituto Nazionale di Statistica (ISTAT) - Elaboração gráfica da Wikipedia |